# Ferrovia Belluno-Feltre-Treviso
La ferrovia Belluno-Feltre-Treviso è una linea ferroviaria italiana di proprietà statale a scartamento ordinario che unisce la città di Belluno a Treviso, percorrendo la valle del Piave.
La linea ferroviaria è gestita da Rete Ferroviaria Italiana che la qualifica come complementare.
Il servizio ferroviario passeggeri regionale e di lunga percorrenza è espletato da Trenitalia.

## Storia
| Tratta                 | Inaugurazione    |
| ---------------------- | ---------------- |
| Treviso-Cornuda        | 1º aprile 1884   |
| Cornuda-Feltre-Belluno | 10 novembre 1886 |

La Belluno-Feltre-Treviso fu inserita tra le linee di completamento di seconda categoria dalla legge 29 luglio 1879, n. 5002. La costruzione fu assegnata alla Società Italiana per le Strade Ferrate Meridionali che aprì il tratto tra Treviso e Cornuda il 1º aprile 1884, mentre quello fino a Belluno entrò in funzione il 10 novembre 1886.
A seguito della statalizzazione delle ferrovie italiane, tra il 1905 e il 1906, la gestione passò alle Ferrovie dello Stato.
Fino al 1955 dalla stazione di Sedico-Bribano si diramava la linea privata Bribano-Agordo, inaugurata nel 1925 per il trasporto di viaggiatori, ma soprattutto dei minerali di pirite dalle miniere dell'agordino.

### Elettrificazione
Con l'aggiornamento del contratto di programma RFI-MIT del 24 luglio 2019 sono stati stanziati i fondi mancanti per l'elettrificazione dell'intera linea da Treviso a Belluno, andando così a completare l'ultimo tassello dell'anello basso bellunese. I lavori sono iniziati sulla tratta Belluno-Feltre che resterà chiusa dal 13 dicembre 2020 fino all'11 dicembre 2021, quando inizieranno anche i lavori per la Feltre-Montebelluna che rimarrà chiusa per tutta l'estate 2022 e anche per quella del 2023
Il termine dei lavori è previsto per fine 2025.

## Caratteristiche
| Continuation backward |

| Straight track | Unknown route-map component "exKBHFa" |  |

| Station on track | Unknown route-map component "exSTR" |  |

| Unknown route-map component "KRWl" | Unknown route-map component "xKRWg+r" |  |

| Small bridge over water |

| Unknown route-map component "exdCONTgq" | Unknown route-map component "exSTR+r" | Straight track |  | Unknown route-map component "d" |

| Unknown route-map component "exKRWgl" | Unknown route-map component "eKRWg+r" |  |

| Unknown route-map component "exKBHFe" | Station on track |  |

| Small bridge over water |

| Station on track |

|  | Unknown route-map component "eABZgl" | Unknown route-map component "exKDSTeq" |

| Unknown route-map component "SKRZ-G2u" |

| Enter and exit tunnel |

| Station on track |

| Unknown route-map component "SKRZ-G2u" |

| Station on track |

| Unknown route-map component "exLCONTgq" | Unknown route-map component "eABZgLr" |  |

| Enter and exit tunnel |

| Small bridge over water |

| Unknown route-map component "eDST" |

| Enter and exit tunnel |

| Station on track |

| Enter and exit tunnel |

| Small bridge over water |

| Station on track |

| Stop on track |

| Unknown route-map component "SKRZ-G2o" |

| Small non-passenger station on track |

| Station on track |

| Unknown route-map component "SKRZ-G2u" |

|  |  | Straight track | Unused urban continuation backward |  |

|  | Unknown route-map component "uexSTR+l" | Unknown route-map component "emKRZu" | Unknown route-map component "uexSTRr" |  |

| Unknown route-map component "uexCONTgq" | Unknown route-map component "uexABZg+r" | Straight track |  |  |

|  | Unknown route-map component "uexKBHFe" | Station on track |  |  |

| Unknown route-map component "kABZg3x2" |

| Unknown route-map component "dCONTgq" | Unknown route-map component "xkABZq1" | Unknown route-map component "eKRZo+k4x1" | Unknown route-map component "exkABZq+4" | Unknown route-map component "exdCONTfq" |

| Unknown route-map component "SKRZ-Ao" |

| Stop on track |

| Station on track |

| Stop on track |

| Unknown route-map component "eHST" |

| Unknown route-map component "CONTgq" | Unknown route-map component "ABZg+r" |  |

| Non-passenger station/depot on track |

| Unknown route-map component "hKRZWae" |

| Unknown route-map component "CONTgq" | Unknown route-map component "ABZg+r" |  |

| Station on track |

|  | Unknown route-map component "ABZgl" | Unknown route-map component "CONTfq" |

|  | One way leftward | Unknown route-map component "CONTfq" |

La linea è una ferrovia a binario semplice e a trazione termica. Fu esercita con il blocco telefonico e dagli anni trenta a Dirigenza unica. È esercita in CTC con blocco conta-assi e ACEI soprattutto di tipo semplificato (I 0/19).
Fino al 31 maggio 2011 la circolazione è stata regolata dal Dirigente Centrale Operativo (DCO) con sede a Belluno, lo stesso giorno il DCO è stato trasferito a Venezia Mestre.
Fra il 1913 e il 1931 la stazione di Montebelluna era comune a quella delle tranvie Montebelluna-Asolo e Montebelluna-Valdobbiadene, gestite dalla Società Veneta.

## Materiale rotabile
La linea venne percorsa da treni trainati da locomotive a vapore. In seguito circolarono anche automotrici. Negli anni settanta i treni erano effettuati da ALn 772 e per la Freccia delle Dolomiti venivano utilizzate Aln 442/448. Ad esse anni dopo si aggiunsero anche ALn 773 con rimorchi Ln 664 e le D.345 si sostituirono alle locomotive a vapore. Gli anni ottanta videro l'arrivo delle ALn 668 e dei treni "navetta" al traino delle locomotive diesel D.445 assegnate al deposito di Treviso. Con il cambio orario estivo 2021, hanno terminato il servizio commerciale su questa linea.
Nel 2006 sono cominciati a circolare i Minuetti Diesel ALn 501/502. Nel 2016 sono arrivati gli Swing ATR 220 Tr.
Nel 2021 sono iniziati i lavori per l'elettrificazione per la linea che verrà conclusa a fine 2025.